# Weltverband der Diamantbörsen
Der Weltverband der Diamantbörsen (englisch World Federation of Diamond Bourses (WFDB)) ist der Dachverband von weltweit 29 Diamantbörsen. Er wurde 1947 in Antwerpen gegründet um die Interessen des Diamanthandels zu vertreten und einheitliche Handelsbedingungen für Diamant- und Edelsteinbörsen zu schaffen. Ursprünglich bestand der Verband aus acht Börsen aus Europa und Nordamerika, mit der Gründung des Diamond Dealers Club of Australia 2007 und der Aufnahme in den Weltverband 2008 bekam Australien als letzter Kontinent eine Vertretung in der WFDB.
Zur Zeit der Tagung 2006, nach Beitritt der Moskauer Börse hatte der WFDB 26 Mitglieder aus 17 Ländern. Am 5. Dezember 2015 hatte er 30 Mitglieder, im Februar 2023 noch 29.
23. April 2020 gründete WFDB die Get-Diamonds (GET) als Non-Profit-B2B-Online-Handelsplattform für geschliffene (Natur-)Diamanten. 2022 boten darin 4800 Händler aus 149 Ländern, 1,7 Mio. Diamanten zum Gesamtwert von 6,6 Mrd. USD an. 2023 waren 20.000 Käufer registriert.

## Mitglieder
| Name                                                    | Stadt          | Land                         | Gründung            |
| ------------------------------------------------------- | -------------- | ---------------------------- | ------------------- |
| Amsterdam Diamond Bourse.                               | Amsterdam      | Niederlande                  |                     |
| Antwerpsche Diamantkring.                               | Antwerpen      | Belgien                      | 1929                |
| Bangkok Diamonds and Precious Stones Exchange.          | Bangkok        | Thailand                     | 1994                |
| Beurs voor Diamanthandel CV.                            | Antwerpen      | Belgien                      | 1904                |
| Bharat Diamond Bourse.                                  | Mumbai         | Indien                       | 1984                |
| Borsa Diamanti d’Italia.                                | Mailand        | Italien                      | 1926                |
| Borsa Istanbul.                                         | Istanbul       | Türkei                       |                     |
| Deutsche Diamant- und Edelsteinbörse e.V.               | Idar-Oberstein | Deutschland                  | 1974                |
| Diamant-Club Wien.                                      | Wien           | Österreich                   | 1921                |
| Diamantclub van Antwerpen.                              | Antwerpen      | Belgien                      | 1893                |
| Diamond Bourse Of Southeast United States'              | Miami          | Vereinigte Staaten           | 2000                |
| Diamond Chamber of Russia'                              | Moskau         | Russland                     | 1996                |
| Diamond Club West Coast.                                | Los Angeles    | Vereinigte Staaten           | 1980                |
| Diamond Dealers Club of Australia.                      | Sydney         | Australien                   | 2007                |
| Diamond Dealers Club of South Africa.                   | Johannesburg   | Südafrika                    | 1947                |
| Diamond Exchange of Singapore.                          | Singapur       | Singapur                     | 1976                |
| Diamond Federation of Hong Kong.                        | Hongkong       | Hongkong                     | 2000 (1959)         |
| Dubai Diamond Exchange.                                 | Dubai          | Vereinigte Arabische Emirate | 2005                |
| (The) Gem & Jewellery Export Promotion Council (GJEPC). | Mumbai         | Indien                       | 1966                |
| Guangzhou Diamond Exchange.                             | Guangzhou      | Volksrepublik China?         |                     |
| Israel Diamond Exchange.                                | Ramat Gan      | Israel                       | 1947                |
| Israel Precious Stones and Diamonds Exchange.           | Ramat Gan      | Israel                       | 1976                |
| Istanbul Gold Exchange'                                 | Istanbul       | Türkei                       | 1995                |
| Korea Diamond Exchange Co. Ltd.                         | Seoul          | Korea (Süd-)                 | Beitritt 2014       |
| London Diamond Bourse (LDB).                            | London         | Vereinigtes Königreich       | 1940                |
| Moscow Diamond Bourse', Mitglied bis April 2022         | Moskau         | Russland                     | 2005, Beitritt 2006 |
| (The) New Israel Club for Commerce In Diamonds Ltd.     | Ramat Gan      | Israel                       | vor 1975            |
| New York Diamond Dealers Club.                          | New York City  | Vereinigte Staaten           | 1931                |
| Panama Diamond Exchange'                                | Panama-Stadt   | Panama                       | 2006                |
| Shanghai Diamond Exchange.                              | Shanghai       | Volksrepublik China          | 2000                |
| Tokyo Diamond Exchange.                                 | Tokyo          | Japan                        | vor 1993            |
| Vereniging Beurs voor den Diamanthandel'                | Amsterdam      | Niederlande                  | 1890                |
| Vrije Diamanthandel.                                    | Antwerpen      | Belgien                      | 1911                |

Logo der Vereniging Beurs voor den Diamanthandel, Amsterdam

Logo des Diamantclub van Antwerpen

Logo der Beurs voor Diamanthandel, Antwerpen

Logo des Diamond Dealers Club

WFDB, Stand 5. Februar 2023, Vermerk nach Bezeichnung 1. Spalte:
. = aktuell gelistet
' = nicht gelistet